# East Peckham
East Peckham – osada w Anglii, w hrabstwie Kent, w dystrykcie Tonbridge and Malling. Leży 13 km na południowy zachód od miasta Maidstone i 49 km na południowy wschód od centrum Londynu. Miejscowość liczy 3500 mieszkańców.